# Zallakijjat
Zallakijjat (arab. زلاقيات) – miejscowość w Syrii, w muhafazie Hama. W 2004 roku liczyła 1071 mieszkańców.